# Torre Serra-Xaus
Casa Serra Xaus és un edifici de Sant Joan Despí (Baix Llobregat) de l'arquitecte Josep Maria Jujol inclosa en l'Inventari del Patrimoni Arquitectònic de Catalunya.
La casa va ser projectada l'any 1921 com a habitatge unifamiliar, però al cap dels anys va ser convertida en dos habitatges separats. A diferència de la Torre de la Creu o de Can Negre, on dominen els volums cilíndrics i la línia corba, aquí hi ha predomini absolut de la volumetria cúbica, en una gran estructura de cossos regulars juxtaposats. On això es fa més evident és en la tribuna cúbica que conforma un vèrtex asimètric. La decoració es limita a lleugeres sanefes blaves sobre l'estucat blanc. És un edifici singular situat al centre del poble, que en l'actualitat és de propietat privada.
És una casa de planta baixa i diferents nivells de pisos. Planta irregular. Fa mitgera amb la casa contigua. La resta queda lliure i voltada per jardí. Casa formada per dos habitatges, al primer amb entrada per la planta baixa sota la tribuna i l'altre mitjançant una escala. Destaca el cub suportat per dues columnes i que queda fent de vèrtex entre els dos carrers. Destaquen els esgrafiats amb blauet sobre temes florals fent sanefa d'una banda i uns ànecs (fent parella i mirant-se de front), d'altra.